# Duster (album)
Pour les articles homonymes, voir Duster.
Albums de Gary Burton
Tennessee Firebird
(1966) Lofty Fake Anagram
(1967)
Duster est un album de jazz du vibraphoniste américain Gary Burton enregistré en avril 1967 et commercialisé la même année.
Il est considéré comme un des premiers albums de jazz fusion (jazz-rock).

## Liste des titres
| No | Titre                         | Musique       | Durée |
| -- | ----------------------------- | ------------- | ----- |
| 1. | Ballet                        | Mike Gibbs    | 4:54  |
| 2. | Sweet Rain                    | Michael Gibbs | 4:24  |
| 3. | Portsmouth Figuration         | Steve Swallow | 3:03  |
| 4. | General Mojo's well laid plan | Steve Swallow | 4:58  |
| 5. | One, Two, 1-2-3-4             | Gary Burton   | 5:56  |
| 6. | SingMe Softly of the blues    | Carla Bley    | 4:05  |
| 7. | Liturgy                       | Michael Gibbs | 3:26  |
| 8. | Response                      | Gary Burton   | 2:15  |

## Artistes
- Gary Burton : Vibraphone
- Larry Coryell : Guitare
- Steve Swallow : Basse
- Roy Haynes : Batterie